# 1434 Margot
Az 1434 Margot (ideiglenes jelöléssel 1936 FD1) a Naprendszer kisbolygóövében található aszteroida. Grigorij Neujmin fedezte fel 1936. március 19-én.